# Participarea României în Campania din Est împotriva Uniunii Sovietice
În perioada 22 iunie 1941 – 23 august 1944 s-a desfășurat prima fază a participării României la Al Doilea Război Mondial, numită și Campania din Est. Aceasta s-a derulat alături de Wehrmacht împotriva Uniunii Sovietice, România fiind aliată cu Germania Nazistă în cadrul Pactului Tripartit.